# لانه عقاب‌ها
لانه عقاب‌ها فیلمی به تهیه‌کنندگی  و نویسندگی کوپال مشکوت ساختهٔ سال ۱۳۷۸ است. گفته می‌شود رضا صفایی کارگردانی فیلم را انجام داده اما به دلیل مخالفت مقام‌های سینمایی، نام او به عنوان مشاور کارگردان نوشته شده است.

## خلاصه داستان
هفت کماندوی ایرانی با فرمانده خود سرهنگ موسوی مأموریت می‌یابند که سرهنگ محمدی را از اردوگاه عراقی‌ها نجات دهند چرا که او اسرار نظامی زیادی را می‌داند، اما کماندوهای ایرانی اسیر می‌شوند و به همان اردوگاهی انتقال می‌یابند که سرهنگ محمدی زندانی است. یکی از فرماندهان عراقی به نام فرهنگ جاسم از وجود سرهنگ محمدی و اینکه او حاوی اطلاعات نظامی است باخبر می‌شود و تلاش می‌کند تا او را بیابد و بالاخره موفق می‌شود اما هفت نفر کماندوی ایرانی از اردوگاه عراقی‌ها فرار می‌کنند و بعد از فرار با حمله به چند اردوگاه دیگر، با آزاد کردن اسرای ایرانی و بدست آوردن اسلحه سعی بر نجات سرهنگ محمدی می‌کنند. سرهنگ جاسم وقتی از قصد فراری‌ها مطلع می‌شود سرهنگ محمدی را مخفی می‌کند اما هفت کماندوی ایرانی با از خود گذشتگی اسیری به نام سلمان، سرهنگ محمدی را آزاد می‌کنند

## بازیگران
- آرش تاج تهرانی
- علی ترابی
- مهرزاد عاطفی
- اکبر اصفهانی
- غلامرضا گرشاسبی
- رفیع مددکار
- علیرضا آلادین
- شهرام تیموریان
- اکبر قدمی
- ذبیح اله ذبیح پور
- علی وفادار
- احمد دستجردی
- علیرضا صفایی
- منوچهر عظیمی
- مرتضی نیکخواه
- خسرو ولی زاده
- محمود خامنه
- تقی زنجانی
- هوشنگ نعیمی
- سیدهاشم دهقان
- مرتضی ارژنگ
- احمد محسنی
- علی قادری
- پیمان امینی
- محمد بهزادی
- هادی بهمن دوست
- سیدجواد مقربی
- اصغر آشوری